# Discografia de Marc Anthony
Esta é a discografia do cantor estadunidense Marc Anthony.

## Discografia

### Álbuns de estúdio
| Ano  | Álbum                                                                                          | Melhor posição nas tabelas musicais | Melhor posição nas tabelas musicais | Melhor posição nas tabelas musicais | Melhor posição nas tabelas musicais | Melhor posição nas tabelas musicais | Certificações                                           |
| Ano  | Álbum                                                                                          | EUA                                 | ALE                                 | AUT                                 | CAN                                 | ESP                                 | Certificações                                           |
| ---- | ---------------------------------------------------------------------------------------------- | ----------------------------------- | ----------------------------------- | ----------------------------------- | ----------------------------------- | ----------------------------------- | ------------------------------------------------------- |
| 1991 | When the Night is Over - Lançamento: 14 de outubro de 1991 - Formato: LP - Gravadora: Atlantic | —                                   | —                                   | —                                   | —                                   | —                                   |                                                         |
| 1993 | Otra Nota - Lançamento: 26 de janeiro de 1993 - Formato: CD - Gravadora: RMM                   | —                                   | —                                   | —                                   | —                                   | —                                   |                                                         |
| 1995 | Todo a Su Tiempo - Lançamento: 30 de maio de 1995 - Formato: CD - Gravadora: RMM               | —                                   | —                                   | —                                   | —                                   | —                                   | - RIAA: Ouro                                            |
| 1997 | Contra la Corrente - Lançamento: 21 de outubro de 1997 - Formato: CD - Gravadora: RMM          | 74                                  | —                                   | —                                   | —                                   | —                                   | - RIAA: Ouro                                            |
| 1999 | Marc Anthony - Lançamento: 14 de setembro de 1999 - Formato: CD - Gravadora: Columbia          | 8                                   | 22                                  | 8                                   | 8                                   | 41                                  | - CRIA: 2× Platina - RIAA: 3× Platina                   |
| 2001 | Libre - Lançamento: 20 de novembro de 2001 - Formato: CD - Gravadora: Sony Discos / Columbia   | 57                                  | —                                   | —                                   | —                                   | 66                                  | - RIAA: Ouro                                            |
| 2002 | Mended - Lançamento: 21 de maio de 2002 - Formato: CD - Gravadora: Columbia / Sony Discos      | 3                                   | 26                                  | 20                                  | 1                                   | 13                                  | - CRIA: Platina - IFPI: Ouro - RIAA: Ouro               |
| 2004 | Amar Sin Mentiras - Lançamento: 6 de junho de 2004 - Formato: CD - Gravadora: Sony Discos      | 26                                  | —                                   | —                                   | —                                   | 1                                   | - CAPIF: Ouro - AMPROFON: Platina - PROMUSICAE: Platina |
| 2004 | Valió la Pena - Lançamento: 27 de julho de 2004 - Formato: CD - Gravadora: Sony Discos         | 122                                 | —                                   | —                                   | 1                                   | 7                                   | - PROMUSICAE: Ouro - RIAA: 2× Platina                   |
| 2007 | El Cantante - Lançamento: 24 de julho de 2007 - Formato: CD - Gravadora: Sony Norte            | 31                                  | —                                   | —                                   | —                                   | 11                                  |                                                         |
| 2010 | Iconos - Lançamento: 14 de maio de 2010 - Formato: CD - Gravadora: Sony Music Latin            | 11                                  | —                                   | —                                   | —                                   | 1                                   | - AMPROFON: Platina                                     |
| 2013 | 3.0 - Lançamento: 23 de julho de 2013 - Formato: CD - Gravadora: Sony Music Latin              | 5                                   | —                                   | —                                   | —                                   | 1                                   | - RIAA: 4× Platina                                      |

### Álbuns de compilação
| Ano  | Álbum | Melhor posição nas tabelas musicais | Melhor posição nas tabelas musicais | Melhor posição nas tabelas musicais | Melhor posição nas tabelas musicais | Melhor posição nas tabelas musicais | Certificações |
| Ano  | Álbum | EUA                                 | ALE                                 | AUT                                 | CAN                                 | ESP                                 | Certificações |
| ---- | --- | ----------------------------------- | ----------------------------------- | ----------------------------------- | ----------------------------------- | ----------------------------------- | ------------- |
| 1999 | Desde un Principio: From the Beginning - Lançamento: 9 de novembro de 1999 - Formato: CD - Gravadora: RMM | 151                                 | —                                   | —                                   | —                                   | —                                   | - RIAA: Ouro  |
| 2003 | Éxitos Eternos - Lançamento: 11 de novembro de 2003 - Formato: CD - Gravadora: Universal Latino           | —                                   | —                                   | —                                   | —                                   | 39                                  |               |

### Álbuns ao vivo
| Ano  | Álbum | Melhor posição nas tabelas musicais | Melhor posição nas tabelas musicais | Melhor posição nas tabelas musicais | Melhor posição nas tabelas musicais | Melhor posição nas tabelas musicais | Certificações |
| Ano  | Álbum | EUA                                 | ALE                                 | AUT                                 | CAN                                 | ESP                                 | Certificações |
| ---- | --- | ----------------------------------- | ----------------------------------- | ----------------------------------- | ----------------------------------- | ----------------------------------- | ------------- |
| 2007 | Live from New York City - Lançamento: 26 de março de 2007 - Formato: CD, DVD - Gravadora: Immortal                   | —                                   | —                                   | —                                   | —                                   | —                                   |               |
| 2007 | In Concert from Colombia - Lançamento: 11 de dezembro de 2007 - Formato: CD, DVD - Gravadora: Phantom Sound & Vision | —                                   | —                                   | —                                   | —                                   | —                                   |               |

## Singles

### Singlespromocionais
| Ano  | Título              | Melhor posição nas tabelas musicais | Melhor posição nas tabelas musicais | Melhor posição nas tabelas musicais | Álbum                                   |
| Ano  | Título              | USA Latin                           | USA Latin Pop                       | USA Tropical                        | Álbum                                   |
| ---- | ------------------- | ----------------------------------- | ----------------------------------- | ----------------------------------- | --------------------------------------- |
| 1993 | "El Ultimo Beso"    | —                                   | —                                   | —                                   | Otra Nota                               |
| 1993 | "Necesito Amarte"   | —                                   | —                                   | —                                   | Otra Nota                               |
| 1993 | "Parece Mentira"    | —                                   | —                                   | —                                   | Carlito's Way                           |
| 1999 | "Preciosa"          | —                                   | —                                   | —                                   | Desdeo el Principio: From the Beginning |
| 1999 | "That's Okay"       | —                                   | —                                   | —                                   | Marc Anthony                            |
| 2002 | "Everything You Do" | —                                   | —                                   | —                                   | Mended                                  |
| 2006 | "Lamento Borincano" | —                                   | —                                   | —                                   | Valió la Pena                           |
| 2008 | "El Cantante"       | —                                   | —                                   | —                                   | El Cantante                             |
| 2008 | "Ecandalo"          | —                                   | —                                   | —                                   | El Cantante                             |
| 2014 | "Flor Pálida"       | —                                   | 16                                  | 1                                   | 3.0                                     |

- 2024 : Punta Cana (Bachata)

### Como artista convidado
| Ano  | Título                                                    | Melhor posição nas tabelas musicais | Melhor posição nas tabelas musicais | Melhor posição nas tabelas musicais | Melhor posição nas tabelas musicais | Melhor posição nas tabelas musicais | Álbum                  |
| Ano  | Título                                                    | EUA                                 | ALE                                 | AUT                                 | CAN                                 | ESP                                 | Álbum                  |
| ---- | --------------------------------------------------------- | ----------------------------------- | ----------------------------------- | ----------------------------------- | ----------------------------------- | ----------------------------------- | ---------------------- |
| 1996 | "Mejores Que Ella" (com La Mafia)                         | —                                   |                                     |                                     |                                     |                                     | Un Millón de Rosas     |
| 1998 | "I Want to Spend My Lifetime Loving You" (com Tina Arena) | —                                   |                                     |                                     |                                     |                                     | The Mask of Zorro      |
| 1999 | "No Me Ames" (com Jennifer Lopez)                         | —                                   |                                     |                                     |                                     |                                     | On the 6               |
| 2003 | "Dance, Dance (The Mexican)" (com Thalía)                 | —                                   |                                     |                                     |                                     |                                     | Thalía                 |
| 2008 | "Por Arriesgarnos" (com Jennifer Lopez)                   | —                                   |                                     |                                     |                                     |                                     | Como Ama una Mujer     |
| 2009 | "Recuérdame" (com La 5ª Estación)                         | —                                   |                                     |                                     |                                     |                                     | Sin Frenos             |
| 2010 | "Armada Latina" (com Cypress Hill e Pitbull)              | 106                                 | —                                   | —                                   | —                                   | —                                   | Rise Up                |
| 2011 | "Rain Over Me" (com Pitbull)                              |                                     |                                     |                                     |                                     |                                     | Planet Pit             |
| 2012 | "¿Por Qué Les Mientes?" (com Tito El Bambino)             |                                     |                                     |                                     |                                     |                                     | Invicto                |
| 2014 | "Se fue" (com Laura Pausini)                              |                                     |                                     |                                     |                                     |                                     | 20 - The Greatest Hits |
| 2014 | "Cuando Nos Volvamos a Encontrar" (com Carlos Vives)      |                                     |                                     |                                     |                                     |                                     | Más + Corazón Profundo |
| 2014 | "Yo También" (com Romeo Santos)                           |                                     |                                     |                                     |                                     |                                     | Formula, Vol. 2        |
| 2015 | "La Gozadera" (com Gente de Zona)                         |                                     |                                     |                                     |                                     |                                     | (A Ser Lançado)        |